# Csucsuja István
Csucsuja István (Kolozsvár, 1942. augusztus 19. –) erdélyi magyar történész, egyetemi tanár.

## Életpályája
Középiskolát szülővárosában végzett, majd a Babeș–Bolyai Tudományegyetemen 1965-ben szerzett történelem szakos képesítést. 1965 és 1972 között Zsobokon volt tanár.  1972-től 1979-ig  a bukaresti Nicolae Iorga Intézet Nemzetiségtörténeti Osztályán volt tudományos kutató, 1979-től a kolozsvári egyetemen tanított: 1979–1990 adjunktus, 1990–1995 docens, 1995-től egyetemi tanár minőségben. 1996 és 2008 között a Történelem és Filozófia Kar dékánhelyettesem volt.
Többekkel újraindította a Bolyai Szabadegyetem előadássorozatát Kolozsváron, Erdély történelme, művelődéstörténete, irodalomtörténete, néprajza, valamint egyház- és vallástörténet témakörökben.
Pályájának kezdetén A Hét, Művelődés, Tanügyi Újság, Munkásélet, Revista de Istorie, Revue Roumaine d'Histoire és több napilap munkatársa.

Az 1848–1849-es erdélyi forradalom és a két világháború közötti romániai magyar haladó erők című tanulmányát az MNT közölte (románul és magyarul, 1976); A függetlenségi háború visszhangja az erdélyi magyar sajtóban és a magyar nép körében című tanulmánya az 1877. Tollal, fegyverrel című gyűjteményben (1977) jelent meg. Önálló kötete: 1877, a függetlenségi háború és Erdély (Bitay Ödön előszavával, Dan Berindei bevezető tanulmányával. Politikai Könyvkiadó 1977).

## Kötetei (válogatás)
- Dan Berindei–Csucsuja István: 1877: A függetlenségi háború és Erdély, Politikai Kiadó, Bukarest, 1977
- Vocația libertății. Lajos Mocsáry și românii, Presa Universitară Clujeană, Cluj-Napoca 1994
- Istoria pădurilor din Transilvania, 1848–1914, Presa Universitară Clujeană, Cluj-Napoca, 1998
- Sokarcú örökség. Tanulmányok, laudációk, gyászbeszédek, Kriterion Kiadó, Kolozsvár, 2012